# 何應奎
何應奎（1581年—1636年），字任城，號嗇菴，南直隸安慶府桐城縣人，明朝、南明政治人物。

## 生平
何應奎是萬曆四十六年（1618年）戊午科順天鄉試舉人，四十七年（1619年）己未科三甲第四十五名進士。大理寺觀政，授吉水縣知縣，為政清廉持平，天啟元年（1621年）任江西鄉試同考官，歷升禮部精膳司主事、吏部驗封司主事、考功司主事、文選司主事、稽勳司主事、文選司員外郎、稽勳司郎中，其時銓政敗壞，他疏理雜亂、杜絕饋贈，為時人稱頌。左光斗、阮大鋮互相排擠，何應奎多次左右其間，公正持平不顧忌，人稱有特別操守。崇禎八年（1635年）出為福建按察司副使，未到任，引疾歸里。
《青山何氏宗譜》稱其在崇禎九年（1636年）去世，然而錢海岳《南明史》則稱他在弘光年間與顏渾、葛含馨、王寖大、姜應龍、武備、沈煃晃、王夢鼎在吏部共事，曾調停左良玉與阮大鋮的間隙。

## 家族
曾祖何岵；祖父何思喜；父何如盛。妻錢氏，錢可學女；側室宋氏。子何紹。一女嫁葉珣；另一女嫁方章鉞。

## 引用
1. 1 2  錢海岳《南明史·卷三十·列傳第六》：何應奎，字任城，桐城人。萬曆四十七年進士。歷吉水知縣、禮部主事、稽勳郎中。
2. ↑  道光《安徽通志·卷一百二十二·選舉志 舉人四》：萬厯四十六年戊午科……何應奎 桐城人，順天榜
3. ↑  《萬曆四十七年己未科進士履历便覽》：何應奎，曾祖岵，祖思喜，父如盛。任城，易三房，辛巳十一月十四日生，桐城县人，戊午一百十二名，会一百七十，三甲四十五名。大理政，本年六月授江西吉水知县，辛酉本省同考，甲子升礼部主事，戊辰升验封司主事，調考功司，調文选司，升稽勳司郎中，乙亥升付建付使。
4. ↑  道光《安徽通志·卷一百四十一·人物志 宦績》：何應奎，字任城，桐城人。萬厯己未進士，知吉水縣，政尚廉平。擢禮部主事，厯吏部郎，時銓政久壞，應奎深心調劑，疏冗滯，杜苞苴，為時所稱。 安慶府志
5. ↑  康熙《桐城縣志·卷四·仕績》：何應奎，字任城，桐城人。萬曆間進士，為吉水令，政尚廉平。入為禮部主事，崇禎初吏部諸郎，時銓政久壞，上方綜核名實，而曹郎多與時俯仰。應登力佐其長，深心調劑，拔冗滯，杜苞苴，為人所難。
6. ↑  錢海岳《南明史·卷三十·列傳第六》：（弘光）時吏部先後司官之可紀者，為顏渾、何應奎、葛含馨、王寖大、姜應龍、武備、沈煃晃、王夢鼎。……左良玉、大鋮交搆，多所調停。
7. ↑  康熙《桐城縣志·卷四·仕績》：邑人左光斗、阮大鋮交相傾軋，遂遘璫禍，應奎左右其間，殊多正持亦不嬰時忌，人謂有特操云。
8. ↑  《青山何氏宗譜》：九世何应奎，字咸仲，号啬菴，何如盛公次子，以易补郡廪生，入北监，万历戊午乡试中式第一百十二名举人，明万历己未科会试中式第一百七十名，殿试三甲第四十五名进士，大理观政，授江西吉水知县，辛酉乡试同考，升礼部精膳司主事，改吏部，历验封、考功、文选、稽勳四司主事，文选司员外郎，升稽勳司郎中，转福建兵备副使，未任，以原官告病归。入祀吉水名宦祠。行详传中，生明万历辛巳，卒明崇祯丙子。配滦漕钱可学女，敕封孺人，累赠宜人，子一：绍；女一：适庠生叶珣。副室宋氏，生女一：适宫詹方拱乾五子举人方章钺。